# Lidamalmen
Lidamalmen, (fi. Töyrynummi) är ett delområde i nordöstra Helsingfors och del av Skomakarböle distrikt och stadsdelar Skomakarböle och Staffansby. Delområdet var tidigare känd som Norrby (fi. Pohjankylä).
Delområdet var ännu på 1950-talet känd som Norrby, medan Lidamalmen togs i bruk år 1984 då området slogs ihop av delar av Brobacka, Staffansslätten och Nedre Dickursby. Namnet kommer av Lida malm. Byn var bebodd redan på 1400-talet. Den gamla egnahemshusbebyggelsen planerades tätare på 1980-talet och ett tätt förstadsområde uppstod enligt mellaneuropeisk modell. 